# Raatbek Sanatbajew
Raatbek Kałybekowicz Sanatbajew (kirg. Раатбек Калыбекович Санатбаев; ur. 7 maja 1969 w Oszu, zm. 8 stycznia 2006) – kirgiski zapaśnik w stylu klasycznym, dwukrotny olimpijczyk.
W 1991 ukończył Kirgiski Państwowy Instytut Wychowania Fizycznego na kierunku trener zapasów w stylu klasycznym. W 2000 ukończył Kirgisko-Rosyjski Słowiański Uniwersytet na kierunku nauki prawne.
Ósmy w Atlancie 1996 w kategorii do 82 kg, piętnasty w Sydney 2000 w wadze do 85 kg.
Pięciokrotny uczestnik w Mistrzostw Świata, zdobył brązowy medal w 1999. Srebrny medalista Igrzysk Azjatyckich w 1994 i 1998. Pięć razy na podium w Mistrzostwach Azji, złoto w 1999 i 2000 roku.
Po zakończeniu kariery ubiegał się o stanowisko prezesa Kirgiskiego Komitetu Olimpijskiego po zamordowanym Bajamanie Erkinbajewie. Zginął postrzelony w głowę w zamachu przy centrum handlowym w Biszkeku 8 stycznia 2006 roku.
Miał żonę Sajgarul i troje dzieci: synów Beksułtana i Dauleta oraz córkę Asemę.